# Лужицки планини
Лужицките планини (на немски: Lausitzer Gebirge; на чешки: Lužické hory) са ниска планина, простираща се на около 120 km в Чехия и частично в Германия, явяваща се крайно западно продължание на планината Судети, част от обширния Чешки масив.
Има форма на леко изпъкнала на север дъга, като на запад, в района на град Усти над Лабем дълбоката каньоновидна долина на река Елба (Лаба) я отделя от Рудните планини, а на изток, в района на град Либерец долината на река Ниса Лужицка (ляв приток на Елба) – от Изерските планини ( също съставна част на Судетите). Преобладават ниските хребети и ридове със силно разчленени склонове и заравнени била и върхове. Максимална височина връх Ещед 1012 m, издигащ се в крайната ѝ източна част, над град Либерец. Източните и западните ѝ склонове са къси и стръмни, а северните и южните дълги и полегати. Изградена е основно от гранити и пясъчници, а на места се откриват базалтови куполи. Големи части от планината са обрасли със смесени и иглолистни гори и планински пасища.